# Hiroyuki Sanada
Hiroyuki Sanada  (真田 広之 Sanada Hiroyuki?, născut Shimozawa; n. 12 octombrie 1960, Shinagawa, Tōkyō, Japonia) este un actor japonez.

## Biografie
Înainte de a deveni un star de acțiune, Hiroyuki Sanada și-a făcut debutul la vârsta de cinci ani, în compania de teatru Himawari Theatre Group, după ce a fost remarcat de un căutător de talente în timp ce se juca alături de fiul actorului Kokichi Takada. La opt ani a început să joace baseball pe poziția de catcher. A intrat în lumea cinematografiei și a jucat alături de celebrul actor și specialist în arte marțiale Sonny Chiba. La unsprezece ani și-a pierdut tatăl și în același an a început să studieze karate, iar la doisprezece a început să se antreneze cu Japan Action Club al lui Sonny Chiba, datorită căruia a obținut o bună pricepere în artele marțiale în general. În 1978 devine unul dintre protagoniștii serialului Războiul între galaxii jucând rolul lui Hayato Gen, jucând rolul până la sfârșitul seriei în 1979.
În 1986 joacă alături de Michelle Yeoh în Royal Warriors.
Devine prieten cu Jackie Chan alături de care avea să joace mai târziu în Rush Hour 3 (2007).
Sanada este cunoscut și pentru rolul lui Ryûji Takayama din The Spiral, un film din 1998 , rol pe care îl va relua și în Ring și Ring 2.
În 2002 va juca rolul protagonist în The Twilight Samurai, un film de Yōji Yamada, în timp ce în 2003 va juca alături de Tom Cruise în Ultimul samurai. În 2007 joacă din nou alături de Michelle Yeoh în filmul lui Danny Boyle Sunshine.
În 2008 va participa la filmul surorilor Wachowski Speed Racer, iar în 2009 va participa la filmul The City of Your Final Destination, alături de Anthony Hopkins. El va juca rolul lui Shingen Yashida, unul dintre antagoniștii din saga de film X-Men The Wolverine. Între 2013 și 2015 are un rol în serialul Syfy Helix unde interpretează personajul Doctorului Hiroshi Hatake.
Joacă alături de Keanu Reeves în Ronin: 47 pentru răzbunare, un film din 2013. În 2015 va juca în filmul lui Bill Condon Mr. Holmes. Interpretează rolul lui Takehaya în serialul Ultima Navă din 2016. În 2017, va participa la filmul Viață, primele semne, acționând alături de Ryan Reynolds. În 2023 a jucat în John Wick: Capitolul 4.
În 2024, serialul Shōgun a fost lansat pe Disney+, unde, la vârsta de 63 de ani, și-a făcut propriile cascadorii, refuzând o dublură. Pentru rolul Lordului Toranaga a primit Premiul Emmy pentru cel mai bun actor într-un serial dramatic. A primit de asemenea un premiu Emmy din poziția de producător al serialului.